# Histoire d'Ancenis-Saint-Géréon
 (décembre 2013).

Blason d'Ancenis

L'histoire d'Ancenis est fortement rattachée à celle de la Bretagne, plus particulièrement à l'histoire du comté de Nantes. Elle débute réellement avec la fondation d'un château en 983 sous l'impulsion d'Aremberge, épouse du duc Guérech. Une occupation gallo-romaine antérieure existe peut-être sur le territoire actuel de Saint-Géréon, sur un point plus élevé des coteaux de la Loire. La fondation d'Ancenis est destinée à défendre la frontière du comté de Nantes, notamment des prétentions des comtes d'Anjou qui, dès 987, assiègent la ville.

## Données historiques générales

### Position géographique d'Ancenis
Géographiquement, Ancenis est placé sur la rive droite de la Loire; point de jonction entre deux grandes villes, Nantes et Angers ; pays frontière de la Bretagne du côté de l'Anjou ; ville autrefois fortifiée et défendue par un imposant château et une enceinte murée, Ancenis a une importance relative dans les événements historiques et politiques du pays breton, auquel il a appartenu depuis la fin du IXe siècle, jusqu'à la réunion de la Bretagne à la France, et dont il a presque toujours partagé le sort.

### Contexte historique de la création d'Ancenis
Le pays des Nannètes, dont Ancenis faisait partie, s'étendait jusqu'à l'embouchure de la Loire. Après la conquête romaine, ces cinq peuples conservèrent leurs territoires respectifs, qualifiés, depuis lors, du nom de cités. Les romains en remplacement des rares agglomérations d'habitants et des postes retranchés par des  villes et des forts reliés entre eux par des routes bordées de stations et de camps.
Sur la fin du IXe siècle, les Vikings commirent d'effroyables ravages sur les bords de la Loire ; au cours de ces raids, qui se prolongèrent jusque vers le milieu du Xe siècle, tout le pays de Nantes, dont dépendait le territoire d'Ancenis, fut cédé, pendant plusieurs années, aux hommes du nord.

### Rôle politique et origine d'Ancenis
Ancenis, qualifié au Moyen Âge du nom de bonne ville, — si l'on excepte quelques rares circonstances où ses barons ont eu un rôle indépendant, — a, sous les ducs de Bretagne comme sous les rois de France, suivi et partagé le sort de Nantes, dont il était le satellite naturel ; ce rôle s'est maintenu même pendant la Ligue, et alors qu'il existait à Nantes un gouvernement opposé à celui de l'État.
Rien de bien précis n'existe sur l'origine d'Ancenis. Jusqu'à la fin du Xe siècle, on n'en trouve pas mention dans le récit fait par les historiens des raids vikings au cours des IXe siècle et Xe siècle, récit dans lequel sont nommées les petites villes des bords de la Loire, qui furent toutes comprises dans les scènes de pillage et de massacre du temps. Cette absence tend à considérer qu'Ancenis n'existait pas encore ou qu'elle n'avait aucune importance.
Autrefois Ancenis était une île, — la configuration topographique actuelle le démontre encore, — et cette île était bordée, au nord, d'une forêt, dont celle actuelle de la commune de Riaillé, qui porte encore le nom de forêt d'Ancenis, n'est qu'un reste. Il est incontestable qu'à une époque qui n'est pas très éloignée, où le flux de la mer se faisait sentir jusqu'à Ancenis, des chantiers importants pour la construction des vaisseaux de l'État étaient établis dans le port d'Ancenis ; l'histoire a conservé le nom des trois grands navires construits avec le bois de la forêt d'Ancenis : la Nonpareille, sous François Ier, le Grand Caraquon et le Grand Henry, sous son successeur Henri II.

### Premières occupations
On rencontre aux environs d'Ancenis plusieurs mégalithes : 
- dolmen ou pierre couverte, placé à la porte orientale de la ville, tout près de l'allée de Saint-Pierre ;
- monolithe dans un champ situé près de la route de Nantes à Paris, à l'entrée du chemin qui conduit au Bernardeau ;
- menhir qui se dresse à côté du château de Juigné ;
- débris du colossal dolmen gisant au milieu du marais de Grée.

Le dolmen de Saint-Pierre, se compose d'une pierre principale affaissée et en partie enfoncée en terre, d'une longueur de 4 mètres 28 centimètres, non compris la partie enterrée, sur une largeur de 3 mètres 20 centimètres; son épaisseur est de 66 centimètres. Cette pierre est soutenue par deux consoles en pierre plus petites que les supports ordinaires de ces monuments et qui sont aussi en partie entrées en terre. Des fouilles pratiquées, à diverses reprises, au pied de ce dolmen, ont fait découvrir divers instruments druidiques. Quelques personnes ont pensé que cette pierre était à l'origine une table de dolmen qui avait perdu deux de ses supports; d'autres en ont fait un genre sous le nom de demi-dolmen, comme il en a été trouvé plusieurs en France.
La pierre du Bernardeau a une hauteur de 70 centimètres, une largeur de 65 centimètres et une longueur de 2 mètres.
Quant au menhir informe de Juigné, sa hauteur est de 2 mètres 40 centimètres.

### Ancienne occupation romaine
L'ancienne occupation du pays d'Ancenis, par les Romains, est attestée par de nombreux témoignages, aux environs de la ville. La voie romaine, dont parle François-Jean-Baptiste Ogée, qui conduisait d'Angers à Nantes, se voyait encore au XIXe siècle avec ses restes pavés, au nord et à peu de distance d'Ancenis; elle a conservé depuis des siècles, comme d'autres voies romaines du département, le nom de Hauts-Pavés. Il a été découvert, dans le marais de Grée et dans le bourg d'Anetz, de curieuses antiquités romaines ; enfin, on a déterré, dans la commune de Pannecé, une grande quantité de monnaies impériales, et il a été trouvé de belles Salonine (Salonine, femme de l'empereur Gallien,253 ap. J.-C.), trouvées là. 
M. Bizeul considérait que l'emplacement choisi pour la fondation du château d'Ancenis se rattachait à l'existence de l'ancien camp romain. La position géographique d'Ancenis rend, du reste, incontestable son importance militaire à toutes les époques guerrières, comme celles de la conquête romaine et du Moyen Âge.
À l'origine le Château d'Ancenis était une motte castrale, c'est-à-dire un donjon en bois élevé sur un tertre. Il possédait des défenses rudimentaires, à savoir un fossé, une simple palissade avec un enclos pour abriter la population. De par sa position, il devint rapidement un endroit idéal pour surveiller le fleuve, exerçant ainsi un contrôle militaire et économique.

### Étymologie du nom d'Ancenis
Le territoire d'Ancenis, à l'origine, formait une île complète; il a donc été proposé que son nom a été formé avec le mot breton enez (île), précédé probablement de la préposition bretonne en (en, dedans) à laquelle le mot enez a été joint à l'aide du c euphonique : en-c-enés.
Même lorsque la ville fut bâtie, la Loire, qui la bordait au midi, se répandait aussi dans les marais de Grée et de la Davrays, et une douve, assez profonde pour porter des bateaux, l'isolait au nord et pouvait servir de port de déchargement.
Trois petits ponts rattachaient cette île au rivage, en face des trois portes de Saint Pierre, de la Davrays et du Pontreau, et donnaient passage aux voies romaines venant de Nantes, de Châteaubriant et d'Ingrandes, mais l'accès n'était pas toujours praticable des trois côtés. La véritable entrée d'Ancenis était celle du Pontreau, au nord. Aux ponts de la Davrays, de Grée et au Pontreau aboutissaient trois grands chemins .

### Anciennes marches de la Bretagne du côté de l'Anjou, Ancenis devient limite
Le territoire désigné durant l'époque carolingienne sous le terme de Marche de Bretagne (Marca Britanniœ) comprenait les comtés de Vannes, de Nantes et de Rennes. Sous Nominoë, le pays de Nantes fut rattaché à la Bretagne et dès la fin du xe siècle, la Bretagne avait pris les limites qu'elle a conservées depuis. C'est à partir de cette dernière époque que le territoire d'Ancenis, et plus précisément la partie du pays s'étendant jusqu'à Ingrandes (Ingressus Andium), devint la limite de la Bretagne, sans aucune interruption.
La série des seigneurs d'Ancenis, depuis la fin du Xe siècle, figure dans les conseils des ducs de Bretagne dont celui d'Alain IV de Bretagne.

### Armes d'Ancenis
Ancenis n'avait pas d'armes particulières, la ville se servit de celles de ses barons ; elles étaient de gueules (rouge) à trois quintefeuilles (fleurs de pervenche percées au milieu) d'hermine (deux et une). Ancenis se les appropriait déjà à la fin du XVIIe siècle, elles lui viennent de ses barons. On lit, à ce sujet,dans la célèbre collection des Blancs-Manteaux, sous le titre de : Extraits de quelques papiers de M. Moussaud, trouvés au chartrier de l'abbaye de Saint-Jovin : « Généalogie d'Ancenis. — Le baron d'Ancenis, qui portoit en ses armes de gueules à trois quintefeuilles d'argent, épousa la fille du duc de Bretagne  à cause de laquelle ceux qui issirent de ce mariage chargèrent lesdites quintefeuilles d'hermines ».
On lit aussi dans le même ouvrage, — « Ancenis. De gueules à trois quintefeuilles d'argent ; une hermine sur chaque feuille, le milieu percé. » — On cite dans Gaignières , « un acte entre le prieur et un paroissien de Varades, 1455, où le sceau de la juridiction d'Ancenis, par laquelle il est passé, porte une quintefeuille ».
Cette même empreinte de sceau se trouve au pied de plusieurs pièces dépendant des archives de la baronnie d'Ancenis.
Elle se voit aussi sur le sceau du baron Geoffroy IV d'Ancenis, représenté, avec le millésime 1276, dans les planches du t. II de Dom Lobineau.
M. de Courcy, dans son Nobiliaire et armorial de Bretagne, dit, au mot Ancenis : « Sceau 1276. Devise : Folium ejus non defluel ». Cette devise a été empruntée par lui à un exemplaire de l'Armorial breton de Guy Le Borgne, IN-4°, 1667, annoté par M. Prévost de Boisbilly, président aux comptes de Nantes, en 1742.
On peut consulter, du reste, pour les mêmes armes : 
- la charte du duc Jean Ier de Bretagne portant changement de bail en rachat en 1276 [6];
- l'Armorial de France de Navarre, hérault et roi d'armes du roi Charles VI, en 1396 [7]
- le Recueil armorial de Bretagne, par Pierre d'Hozier, à la suite de l'Histoire de Pierre Le Baud, en 1638
- Roy d'armes, du Père Marc Gilbert de Varennes, publié en 1640[source 8].

## Ancenis au Moyen Âge

### AuXesiècle: Ancenis sous les comtes de Bretagne
Le premier document historique concernant la ville d'Ancenis se rattache à la construction de son château en 983. Guérech, fils cadet illégitime d’Alain II de Bretagne et de la noble Judith, succède à son frère Hoël Ier de Bretagne à la mort de celui-ci. En tant que comte de Nantes, il se trouvait en rivalité avec les comtes d'Anjou et fit fortifier son territoire du côté de l'Anjou et du Poitou. 
Alors que Renaud Thuringius bâtit le château de Champtoceaux, Guérech, appelé à Orléans par le roi Lothaire à une réunion de grands vassaux, chargea sa femme Aremburge de construire sur l'autre rive le Château d'Ancenis, château qui fut donné, quelque temps après, par le comte de Nantes à son successeur, Alfred, premier seigneur d'Ancenis.
Geoffroy Grisegonelle voyant en cette fortification une menace, vint faire le siège d'Ancenis en 987 mais échoua.
Guérech meurt en 988, son fils Alain de Bretagne devient comte de Nantes très jeune mais mourut a priori de maladie dès 990. Sa disparition permet à Conan le Tort, comte de Rennes, d'occuper Nantes et de se proclamer duc de Bretagne, titre qu'il ne gardera que 2 ans (il meurt en 992).

### De1156à1189: Ancenis sous Conan IV de Bretagne
Cette période sera marquée par la domination d'Henri II d'Angleterre. En 1156, Conan IV est proclamé duc de Bretagne, mais cette même année, les Nantais chassent son oncle Hoël et choisissent pour comte le frère cadet d'Henri II, Geoffroy Plantagenêt, déjà comte du Maine et d'Anjou depuis 1156.
Le 27 juillet 1158, Geoffroy VI Plantagenêt meurt. Conan IV se saisit immédiatement du comté. C'est la seule fois où il s'oppose frontalement à Henri II qui réplique en confisquant temporairement l' « Honneur de Richmond  » et en débarquant en France avec l'accord du roi des Francs Louis VII. Conan se hâte d'aller se soumettre à Avranches le jour de la Saint-Michel en septembre 1158 et de lui rendre le comté de Nantes.
le 31 juillet 1166 Conan IV se trouve avec Henri II à Angers lors de la « translation » du corps de Saint Brieuc de l'abbaye Saint Serge & Bacchus. C'est à cette occasion que finalement Conan accepte officiellement de fiancer sa seule fille et héritière Constance âgée de 4 ans, au quatrième fils d' Henri II, Geoffroi, âgé de 8 ans et à lui laisser l'administration de la Bretagne afin d'obtenir plus d'aide contre ses ennemis. Il ne conserve sous son contrôle personnel que Guingamp et quelques domaines dans le diocèse de Quimper. Elle devient duchesse de Bretagne, alors que la réalité du pouvoir est dans les mains d'Henri II d'Angleterre. 
Ce fut à l'occasion de l'abandon de leur pays par leur duc que les seigneurs bretons se soulevèrent. 
Alors s'engagea entre Henri II et la Bretagne une guerre acharnée dans laquelle, au dire des historiens, le roi d'Angleterre ravagea tout le pays et les environs « par le fer et le feu, ne pardonnant ni aux arbres, ni aux vignes » et qui entraîna avec elle une affreuse famine. Au cours de ces désastres, le roi d'Angleterre se brouilla avec ses enfants, et, de peur que les Bretons ne profitassent d'une occasion aussi favorable, il convoqua tous les barons de Bretagne pour lui prêter serment de fidélité (1173). Quelques-uns obéirent, mais Raoul de Fougères et plusieurs autres résistèrent, et la guerre continua. Le baron d'Ancenis fut apparemment parmi les résistants, car, l'année suivante en 1174, Ancenis fut pris.
Maître de la ville, Henri II fit ajouter, avec un certain luxe, de nouvelles fortifications au château qu'il confia à la garde de son sénéchal, Maurice de Craon, chargé aussi de garder l'Anjou et le Maine.
Le jour de la Saint-Michel, le 29 septembre 1174, un traité de paix fut passé entre les rois de France et d'Angleterre par lequel il fut stipulé que le roi d'Angleterre resterait en possession du comte de Nantes et des dépendances à lui concédées par Conan ; que Geoffroy resterait duc de Bretagne après son mariage avec Constance ; que toutes les places de Bretagne, qui avaient été fortifiées pendant la guerre, seraient remises dans l'état où elles étaient auparavant. Geoffroy, fils du roi d'Angleterre, fut envoyé par celui-ci en Bretagne pour exécuter cette clause du traité. 
On suppose qu'Ancenis subit l'application des conventions et que le château fut rendu en même temps à son ancien maître, car, trois ans plus tard en 1177, le baron d'Ancenis, Geoffroy, en tant que seigneur d'Ancenis, donna à Geoffroy de Beaumont, troisième abbé de Melleray, une maison sise à Ancenis, sur les bords de la Loire .
En 1181, en tant qu'époux de Constance, Geoffroy Plantagenêt, fils du roi Henri II, est proclamé duc de Bretagne sous le nom de Geoffroy II de Bretagne, mais il meurt prématurément à la suite de blessures reçues au cours d'un tournoi organisé le 19 août 1186 à Paris par le roi de France, Philippe Auguste.
Après la mort de son premier mari, Constance exerce réellement le pouvoir en Bretagne, même après s'être remariée avec Ranulph de Blondeville, comte de Chester et vicomte d'Avranches, que Henri II d'Angleterre lui avait imposé.

### Entre1189et1216: Ancenis sous Constance, ArthurIeret Guy de Thouars
Cette période sera marquée par la lutte entre Richard Cœur de Lion et son frère Jean sans Terre et la prise d'Ancenis par ce dernier en 1214.
Le 3 septembre 1189, Richard, dit Cœur de Lion, succéda à son frère Henri sur le trône d'Angleterre et s'empara de tous les États de son père, sans admettre au partage Arthur, quoiqu'il représentât Geoffroy, son second frère, et en ne laissant qu'une faible portion à Jean sans Terre, son autre frère. Bientôt après, il renouvela les efforts d'Henri pour avoir la garde de son neveu Arthur, mais les barons bretons s'opposèrent encore à ces prétentions, et les conventions arrêtées avec Henri furent maintenues avec Richard.
En 1196, Constance de Bretagne fait reconnaître son fils Arthur, seulement âgé de huit ans, comme duc par une assemblée générale de l'aristocratie. En réaction de cet évènement qui contrecarrait ses desseins, Richard Cœur-de-Lion la fait enlever par son propre mari Ranulph de Blondeville. La duchesse est gardée prisonnière à Pontorson ou à Teillay. Une fois libérée, elle fait casser son mariage avec Ranulph, un proche de Richard, et se remarie en 1199 avec Guy de Thouars.
Le 6 avril 1199 Richard Cœur de Lion meurt, Arthur se présenta immédiatement pour successeur comme héritier de Geoffroy son père, qui était l'aîné des enfants d'Henri II, et fut accepté par les barons, qui lui rendirent hommage. De son côté, Jean, dit Sans-Terre, produisit un testament, vrai ou faux, de son frère, qui l'instituait héritier de la couronne, et s'empara sur le champ des trésors du défunt.
En août 1202, alors que Arthur, adolescent, assiégeait la ville de Mirebeau (près de Loudun) où était réfugiée sa grand-mère Aliénor d’Aquitaine, principal soutien de Jean sans Terre contre Philippe-Auguste, Guillaume de Briouze le capture. Ce dernier le détient sous sa garde à Falaise puis à Rouen. Arthur meurt en 1203.
L'assassinat d'Arthur par Jean sans Terre excita une indignation générale, mais surtout en Bretagne. Les barons, qui comptaient Geoffroy d'Ancenis dans leurs rangs, s'assemblèrent et demandèrent vengeance au roi de France Philippe-Auguste. Le duché revint à Guy de Thouars, troisième mari de Constance, qui avait eu de ce dernier époux une fille nommée Alix.
Philippe-Auguste cita Jean sans Terre à comparaître devant lui comme son vassal, et Jean, ayant refusé, fut condamné à perdre toutes ses terres de France.
La Normandie fut d'abord conquise par le roi de France, suivi dans cette campagne par les seigneurs bretons, parmi lesquels figurait encore Geoffroy II d'Ancenis, sous la conduite de Guy de Thouars, leur duc. Guy de Thouars meurt le 13 avril 1213.
Mais Jean sans Terre avait hâte de se venger du roi de France ; il passe avec son armée en Aquitaine, aborde à la Rochelle, traverse le Poitou et l'Anjou, ravageant tout sur son passage, se rend maître d'Ancenis, en 1214, et s'avance sur Nantes, dont il ne peut s'emparer . Jean sans Terre meurt peu de temps après le 18 octobre 1216. Ancenis sera occupée par une garnison anglaise jusqu'en 1230 .

### Entre1213et1234: Sous Pierre Ier de Bretagne
Le fait le plus marquant est la prise d'Ancenis par Saint-Louis en 1230.
Pierre Ier de Bretagne, successeur de Guy de Thouars comme duc de Bretagne (et avait apporté l'hermine dans l'écusson de Bretagne) aide le nouveau roi de France Louis VIII dans sa lutte contre Henri III d'Angleterre lors des sièges de Niort et de La Rochelle en 1224. La même année, il met à raison le seigneur de Châteauceaux (aujourd'hui Champtoceaux), en face d'Ancenis sur la Loire, et reçoit du roi ce fief angevin, et en 1226, il accompagne le roi lors de sa dernière campagne dans le midi de la France.
Après la mort de Louis VIII, Pierre Ier de Bretagne tenta de profiter de la jeunesse de Louis IX, encore mineur, à peine arrivé au trône de France, pour rompre le lien de vassalité qui attachait à la France le Duché de Bretagne.
Bientôt après, ne suivant que sa propre inspiration, il fit alliance avec le roi d'Angleterre, Henri III. Les barons, en apprenant cet événement, qui s'était accompli sans leur participation, ressentirent une indignation profonde, car ils avaient les Anglais en horreur depuis les ravages commis par eux en Bretagne.
Dès que Louis IX eut, de son côté, connu la conduite du duc, il députa vers les barons de Bretagne l'évêque de Paris, pour les engager à rester unis à lui et pour leur offrir, au besoin, des troupes françaises pour la défense de leurs châteaux, leur promettant de ne prendre aucuns arrangements ni avec leur duc, ni avec le roi d'Angleterre, sans qu'ils y fussent compris et de les indemniser de tous les dommages et de tous les frais de guerre. Les barons acceptèrent l'offre du roi.
Le roi, accompagné de Blanche de Castille, sa mère, s'avança jusqu'à Angers; de là, il fit savoir aux barons qu'il serait dans quelques jours à Ancenis et les invita à s'y trouver, avec l'assurance qu'il tiendrait vis-à-vis d'eux ses promesses et qu'il les satisferait. Tous vinrent, en effet, excepté Raoul de Fougères, qui, seul de tous les barons convoqués aussi par le duc, alla le trouver à Nantes.
Le roi de France logea, dans ses tentes, près de la ville d'Ancenis où il arriva, le dimanche de la Pentecôte de l'année 1230. Il parlementa longtemps avec les barons qu'il prit sous sa protection ; ceux-ci lui jurèrent qu'ils ne souscriraient aucun traité de paix, soit avec le roi d'Angleterre, soit avec leur duc, sans son consentement, mais ils réservèrent pour les enfants du duc tous les droits royaux qui leur étaient dus.
C'est pendant que le roi était sous les murs d'Ancenis que fut rendue l'ordonnance qui dégageait les barons et seigneurs de Bretagne de l'hommage et de l'obéissance qu'ils devaient au duc, dans un conseil où assistaient Gautier, archevêque de Sens ; Gautier, évêque de Chartres ; l'évêque de Paris ; Ferrand, comte de Flandres ; les comtes de Champagne, de Nevers, de Blois, de Chartres, de Montfort, de Vendôme, de Couci ; Mathieu de Montmorency, connétable de France, et beaucoup d'autres seigneurs .
Il ne paraît pas que la ville d'Ancenis, qui d'ailleurs appartenait à l'un des barons présents (Geoffroy), ait opposé de résistance.
Après avoir pris Ancenis, le roi alla assiéger la tour d'Oudon et le château de Champtoceaux qui étaient occupés par les Anglais, et s'en empara sans difficulté .

### Entre1341et1364: Ancenis durant laGuerre de Succession de Bretagne
Le fait le plus marquant de cette période est l'occupation d'Ancenis par le parti de Charles de Blois en 1341.
Le duc Jean III de Bretagne eut trois épouses, mais il ne laisse aucun enfant de ses trois mariages: 
Le 18 février 1298, il épousa Isabelle de Valois (1292 † 1309), fille de Charles de Valois et de Marguerite d'Anjou. Veuf, il se remaria en 1310 à Burgos avec Isabelle de Castille (1283 † 1328), fille de Sanche IV, roi de Castille et de León et de Marie de Molina. Enfin, il épouse à Chartres le 21 mars 1330, après avoir obtenu une « dispenses pour affinité au troisième degré », une nièce par alliance du roi de France;  Jeanne de Savoie (1310 † 1344), fille d'Édouard, comte de Savoie et de Blanche de Bourgogne.
Jean III ne laisse qu'un fils illégitime : Jean le « Bastard nostre fils » nommé par son père seigneur de Rosporden en 1334.
Désirant, avant de mourir, se choisir un successeur qui pût comprimer les efforts des divers prétendants à son duché, il songea d'abord à offrir la Bretagne au roi de France, Philippe VI de France, mais les seigneurs bretons s'étant opposés à ce projet, Jean III désigna pour son successeur Charles de Blois, mari de Jeanne de Penthièvre, sa nièce, et neveu du roi Philippe VI de France. Mais Jean de Montfort, frère puîné du duc, ne tarda pas à faire valoir ses droits au duché : à peine Jean III mort, en 1341, il se dirige sur Nantes, s'y fait reconnaître duc de Bretagne, s'empare de Limoges et des trésors de Jean III qui s'y trouvaient, et se rend bientôt maître successivement de Champtoceaux, de Brest, de Rennes, d'Hennebont, de Vannes, d'Auray et de Carhaix.
De là, après s'être emparé ainsi de presque tout le pays, Jean de Montfort passa en Angleterre pour solliciter l'appui d’Édouard III qui le lui promit, et revint à Nantes où il apprit que, sur la demande de Charles de Blois, il était cité devant la cour de France qui devait décider entre les deux rivaux. Jean de Montfort alla à Paris mais après la comparution, craignant le résultat, repartit secrètement en Bretagne.
Quinze jours après, c'est-à-dire le 7 septembre 1341, fut rendu l'Arrêt de Conflans qui adjugeait à Charles de Blois le duché de Bretagne. Le roi promit son soutien à Charles de Blois et lui donna bon nombre de grands seigneurs.
Ces seigneurs avec leur armée étant prêts, se rendirent d'abord à Angers et se dirigèrent ensuite sur Ancenis.
L'armée prit Champtoceaux, Carquefou et Nantes, dont les portes lui furent livrées.
Dans cette longue guerre, au cours de laquelle eut lieu le combat des Trente (1351), le baron d'Ancenis , était du parti de Charles de Blois (parti français); il fut tué à la bataille d'Auray qui, termina la lutte en faveur de Jean de Montfort (29 septembre 1364).

### Entre1387à1395: Ancenis sous Jean IV de Bretagne
Le principal événement de cette période est le compromis passé à Ancenis, en 1394, entre le duc Jean IV de Bretagne et Olivier V de Clisson.
La période de 1387 à 1421 voit la lutte entre Olivier V de Clisson et Jean IV puis Jean V de Bretagne.
Un des épisodes survient alors que le roi d'Angleterre Édouard III d'Angleterre, qui voulait récompenser un de ses favoris, Robert de Vère, lui avait donné le comte de Penthièvre, Jean, fils de Charles de Blois et prisonnier à Londres au château de Gloucester depuis 1356 (il avait 11 ans). Clisson, qui avait trouvé là une occasion opportune de satisfaire à la fois son ambition territoriale et sa haine contre le duc de Bretagne, lui avança 60 000 francs pour sa rançon et lui proposa, par l’intermédiaire de Jehan Rolland, gentilhomme de Bretagne, d’épouser sa fille Marguerite de Clisson dite Margot la Boiteuse. Jean donne à Olivier V de Clisson le 6 janvier 1384 la gestion de tous ses biens en Bretagne et en Limousin avant d'être remis à Jehan Rolland le 23 mars 1387. Il n'en fallut pas davantage pour qu'on cherchât de part et d'autre à s'exterminer.
Le duc Jean IV, à l’issue des États de Bretagne tenus à Vannes, s'était emparé d'Olivier de Clisson dans son château de l'Hermine. Lors du banquet clôturant les États, le duc invite ses hôtes à découvrir son château de l’Hermine en cours de construction. Olivier de Clisson cède à l’invitation de son hôte et accompagné du duc visite toutes les pièces. Alors qu’il rentre dans la tour du donjon, les gens d’armes de Jean IV le saisisse et se retrouve les fers aux pieds. Le duc donne l’ordre à Jean de Bazvalan, capitaine du château, d’exécuter le prisonnier. 
Clisson, étant devenu de plus en plus populaire, le duché est à deux doigts de se soulever à la nouvelle de son enlèvement. Le duc, alarmé des conséquences et suivant les conseils du capitaine du château qui n'avait pas suivi les ordres de son souverain, épargna le connétable. 
Clisson ne s’en sort que délesté de 100 000 francs et contraint à un traité désastreux. Il est à noter que le connétable ne reçoit aucun soutien du duc de bourgogne Philippe le Hardi ou de Jean de Berry qui ont pris ombrage de son influence sur le roi. De fait, quand Olivier de Clisson libéré vient demander justice à Charles VI, ceux-ci lui font mauvais accueil.
Le connétable n'ayant pas pu obtenir la réparation qu'il avait demandée à la cour de France, avait réuni toutes ses forces et était rentré à main armée dans les places que le duc lui avait arrachées par violence par le traité de l'Hermine. Ces désordres éveillèrent enfin l'attention du roi Charles VI, qui voulut tenter de rétablir la paix entre les deux adversaires et chargea le duc de Bourgogne de cette négociation.
Après ce préliminaire, le duc de Bourgogne, suivi du duc de Bretagne, d'Olivier de Clisson et de la plupart de ceux qui avaient assisté au compromis d'Ancenis, se rendit à Angers.
Là, après avoir entendu les raisons des deux adversaires et après avoir obtenu de ceux-ci une prorogation de délai, il rendit, le 24 janvier 1395, sa sentence arbitrale, qui réglait les conditions de la paix. Malheureusement, ce traité de paix ne fut pas respecté et les hostilités recommencèrent bientôt.

### Ancenis sous Jean V
- Enquête sur la noblesse à Ancenis, en 1426.
- Entrevue du duc Jean V et du connétable de France, en 1436, à Ancenis.

Comme le peuple se plaignait d'être surchargé de fouages (droit d'un seigneur sur chaque feu ), résultant tant du grand nombre de personnes anoblies que de la quantité de gens qui se disaient nobles, avec des titres douteux, le duc Jean V nomma, en 1426, des commissaires dans tous les diocèses pour examiner cette noblesse équivoque. Il y eut beaucoup d'enquêtes semblables aux XVe siècle et XVIe siècle ; elles étaient exécutées dans chaque paroisse et rapportées à la Chambre des comptes qui les rassemblait par évêché.
Le feu imposable comprenait presque toujours trois ménages. Les pauvres et les nobles étaient exempts ; il en était de même du métayer du lieu noble ou affranchi, habité par le seigneur, et que l'on nommait pour cela métayer franc.
Cette enquête référence 169 contribuants, dont plusieurs doubles ménages, 7 nobles, 9 métayers, 7 se disant exempts, 6 veuves et quelques sergents et officiers du sire de Rieux.
Le duc de Bretagne Jean V, s'étant décidé, en 1431, à faire la guerre au duc d'Alençon qui avait enlevé le chancelier de Bretagne, fit garnir toutes les places frontières ; il envoya à Ancenis Robert de Préauvé qui en était capitaine.
En 1436, le même duc et le connétable se réunirent à Ancenis. Gilles de Laval, seigneur de Retz, connu sous le nom de maréchal de Retz, était l'un des plus riches seigneurs de France, mais, orphelin de bonne heure, il se livrait à un luxe effréné et s'adonnait aux folies et aux prodigalités de toute sorte. Bientôt, sous l'influence de pareilles habitudes, ses revenus devinrent insuffisants, et il fut obligé de vendre successivement ses terres. La vente la plus importante fut celle qu'il fit, en cette même année, au duc de Bretagne Jean V, des places fortes d'Ingrandes et de Champtocé, pour la somme de 100 000 écus. Comme ces places formaient la frontière des deux duchés, le traite souleva les plus vives discussions entre les ducs d'Anjou et de Bretagne.
On suppose que l'entrevue de Jean V et du connétable eut pour but d'accorder les deux rivaux ; cette opinion est d'autant plus vraisemblable que le roi Charles VII de France, suzerain du duché d'Anjou, écrasé par sa guerre avec l'Angleterre, recherchait alors l'alliance du duc de Bretagne.
Le duc de Bourgogne pria le connétable de se rendre à Ancenis ; que celui-ci y alla et y trouva le duc de Bretagne, le comte et la comtesse de Montfort et Charles d'Anjou, comte du Maine, frère du roi de Sicile, duc d'Anjou.
Quoi qu'il en soit de cette entrevue dont le sens n'a pas transpiré, Gilles de Retz fut interdit par arrêt du conseil, et il fut ordonné à Michel de Sillé et à Valentin de Mortemar, commandants des places vendues, de les garder et maintenir pour le service du duc d'Anjou et du roi de France. Plus tard, en 1440, le même Gilles de Retz, poursuivi devant l'autorité ecclésiastique pour d'innombrables faits, fut pendu et brûlé à Nantes.
Malgré les ordres donnés aux commandants des places vendues, le duc de Bretagne était encore, en 1481, seigneur de Champtocé, et percevait en ce lieu des droits sur les bateaux qui passaient en Loire.

### Sous le duc François1er
(décembre 2016).
- Exemption des fouages pour les habitants d'Ancenis.
- Nouvelles enquêtes sur la noblesse.

### Sous le duc François II
(décembre 2016).
- Le duc François II tombe malade à Ancenis, 1461.
- Louis XI traverse Ancenis, 1462.
- Siège d'Ancenis par Louis XI, qui s'en empare, 1468.
- Traité d'Ancenis, 10 septembre 1468.
- Ancenis repris par Louis XI, dans l'été 1472.
- Ancenis rendu au duc de Bretagne, 1473.
- Réparations faites au château d'Ancenis, 1477.
- Ancenis pendant la lutte entre Pierre Landois et les barons de Bretagne, 1484 et 1485.
- Ancenis incendié, 1485.
- Traité entre Charles VIII et François II; le duc de Bretagne prête serment à Ancenis, 1485.
- Ancenis pris par Charles VIII, 1488 ; les fortifications rasées.

### Sous Anne de Bretagne
(décembre 2016).
- Ancenis érigé en ville neutre ; le Château démoli, 1490.
- Députés d'Ancenis et d'autres villes de Bretagne réunis à Nantes, 1495.
- Valeur du froment, du seigle et de l'argent, 1496.

### Ancenis depuis la réunion de la Bretagne à la France, sous François Ier.
(décembre 2016).
- La Tour d'Oudon.
- François Ier en Bretagne, 1532.

## Pour approfondir